# Julio Alejandro
Julio Alejandro (Huesca, 1906 – Javea, 1995) è stato uno scrittore, poeta, sceneggiatore e regista spagnolo, fondamentalmente ricordato per la sua lunga collaborazione con Luis Buñuel.
Visse gran parte della vita in esilio in Messico a causa della guerra civile spagnola e la presa di potere in Spagna del generale Francisco Franco.

## Filmografia
- Negro es mi color
- Mujeres sin mañana ( )
- Te sigo esperando
- Le tre moschettiere
- Abissi di passione
- La Diana cazadora
- Nazarín, regia di Luis Buñuel (1958)
- El vestido de novia, regia di Benito Alazraki (1959)
- Gutierritos
- 800 leghe sull'Amazzonia
- Viridiana, regia di Luis Buñuel (1961)
- Intolleranza: Simon del deserto (Simón del desierto), regia di Luis Buñuel (1964
- Tristana, regia di Luis Buñuel (1970)
- Una leyenda de amor, regia di Abel Salazar (1982)